# 門川町立門川中学校
門川町立門川中学校（かどがわちょうりつ かどがわちゅうがっこう）は、宮崎県東臼杵郡門川町西栄町二丁目にある公立中学校。町内で唯一の中学校となっている。

## 概要
- 生徒数477名
- 学級数16個（通常学級13、特別支援学級3）
- 職員数50名

（2021年7月1日現在）

## 沿革
- 1947年5月8日 - 門川青年学校の校舎を利用し開校。川内分校を設置。
  - 分校は 大字川内4404番地 に所在した。
- 1955年4月1日 - 川内分校が川内中学校として分離。
- 1960年4月1日 - 川内中学校が西門川中学校に改称。
- 2020年4月1日 - 西門川中学校を統合。

## 通学区域
門川中学校の通学区域には以下の区域が指定されている。
- 門川町の全域

## 行事
- 生徒総会
- 体育大会
- 秋桜祭（文化祭）

## 生徒会活動・部活動など
- 運動部
  - 野球部
  - サッカー部
  - 男女バスケットボール部
  - ソフトボール部
  - 男女バドミントン部
  - 男女卓球部
  - 女子ソフトテニス部
  - 剣道部
  - 柔道部
  - 女子バレー部
  - 男子バレー部
- 文化部
  - 吹奏楽部
  - 美術同好会

## 著名な関係者
- 坂本大記（柔道選手）
- 水永翔馬（プロサッカー選手）

## 交通
- 鉄道 - JR日豊本線 門川駅より徒歩5分
- バス - 宮崎交通 宇納間・小原線「門川中学校」バス停下車
- 乗合タクシー - かどっぴータクシー「高鍋信用金庫前」下車、徒歩3分（月・火・水・金曜日のみ運行）